# Награда Удружења њујоршких филмских критичара за најбољег споредног глумца

## Награђени

### 1960е
- 1969: Џек Николсон

за улогу у филму Голи у седлу

### 1970е
- 1970: Поглавица Ден Џорџ

за улогу у филму Мали велики човек
- 1971: Бен Џонсон

за улогу у филму Последња биоскопска представа
- 1972: Роберт Дувал

за улогу у филму Кум
- 1973: Роберт де Ниро

за улогу у филму Bang the Drum Slowly
- 1974: Чарлс Бојер

за улогу у филму Стависки
- 1975: Алан Аркин

за улогу у филму Срца Запада
- 1976: Џејсон Робардс

за улогу у филму Сви председникови људи
- 1977: Максимилијан Шел

за улогу у филму Џулија
- 1978: Кристофер Вокен

за улогу у филму Ловац на јелене
- 1979: Мелвин Даглас

за улогу у филму Добро дошли, господине Ченс

### 1980е
- 1980: Џо Пеши

за улогу у филму Разјарени бик
- 1981: Џон Гилгуд

за улогу у филму Артур
- 1982: Џон Литгоу

за улогу у филму Свет по Гарпу
- 1983: Џек Николсон

за улогу у филму Време нежности
- 1984: Ралф Ричардсон

за улогу у филму Грејсток: Легенда о Тарзану, господару мајмуна
- 1985: Клаус Марија Брандауер

за улогу у филму Моја Африка
- 1986: Данијел Деј-Луис

за улогу у филму Моја мала праоница и
за улогу у филму Соба са погледом
- 1987: Морган Фриман

за улогу у филму Street Smart 
- 1988: Дин Стоквел

за улогу у филму Удата за мафију и
за улогу у филму Такер. човек и његов сан 
- 1989: Алан Алда

за улогу у филму Злочини и преступи 

### 1990е
- 1990: Брус Дејвисон

за улогу у филму Дугогодишњи пријатељ
- 1991: Самјуел Л. Џексон

за улогу у филму Љубавна грозница 
- 1992: Џин Хекман

за улогу у филму Неопроштено 
- 1993: Рејф Фајнс

за улогу у филму Шиндлерова листа 
- 1994: мартин Ландау

за улогу у филму Ед Вуд 
- 1995: Кевин Спејси

за улогу у филму Смртоносни вирус
- 1996: Хари Белафонте

за улогу у филму Канзас Сити 
- 1997: Берт Рејнолдс

за улогу у филму Ноћи бугија 
- 1998: Бил Мари

за улогу у филму Рашмор 
- 1999: Џон Малкович

за улогу у филму Бити Џон Малкович

### 2000е
- 2000: Бенисио дел Торо

за улогу у филму Путеви дроге
- 2001: Стив Бусеми

за улогу у филму Свет духова
- 2002: Денис Квејд

за улогу у филму Далеко од раја
- 2003: Јуџин Леви

за улогу у филму Моћни ветар
- 2004: Клајв Овен

за улогу у филму Блискост
- 2005: Вилијам Херт

за улогу у филму Насилничка прошлост
- 2006: Џеки Ерл Хејли

за улогу у филму Интимне ствари
- 2007: Хавијер Бардем

за улогу у филму Нема земље за старце
- 2008: Џош Бролин

за улогу у филму Милк
- 2009: Кристоф Валц

за улогу у филму Проклетници

### 2010е
- 2010: Марк Рафало

за улогу у филму Клинци су у реду
- 2011: Алберт Брукс

за улогу у филму Возач
- 2012: Метју Маконахеј

за улоге у филмовима Врели Мајк и Берни
- 2013: Џаред Лето

за улогу у филму Пословни клуб Далас
- 2014: Џеј Кеј Симонс

за улогу у филму Ритам лудила
- 2015: Марк Рајланс

за улогу у филму Мост шпијуна
- 2016: Махершала Али

за улогу у филму Месечина
- 2017: Вилем Дафо

за улогу у филму Пројекат Флорида
- 2018: Ричард Е. Грант

за улогу у филму Can You Ever Forgive Me?
- 2019: Џо Пеши

за улогу у филму Ирац

### 2020е
- 2020: Чедвик Боузман

за улогу у филму Da 5 Bloods
- 2021: Коди Смит-Макфи

за улогу у филму Моћ пса
- 2022: Џонатан Ке Кван

за улогу у филму Све у исто време
- 2023: Чарлс Мелтон

за улогу у филму Мај децембар
- 2024: Киран Калкин

за улогу у филму Истински бол